# Francesco Toldo
Francesco Toldo (Padua, 2 december 1971) is een Italiaans voormalig profvoetballer, die speelde als doelman. Hij stond van 1988 tot en met 2010 onder contract bij achtereenvolgens AC Milan, Hellas Verona, Trentino Calcio, Ravenna Calcio, ACF Fiorentina en Internazionale. Daarnaast speelde hij 28 interlands voor het Italiaans voetbalelftal. In juli 2010 zette Toldo een punt achter zijn voetbalcarrière.

## Clubvoetbal
Toldo begon zijn clubcarrière bij AC Milan, maar speelde nooit een officiële wedstrijd voor deze club. Na een seizoen bij Trentino Calcio en een seizoen bij Ravenna Calcio kwam de keeper in 1993 uit bij ACF Fiorentina. Voor deze club speelde Toldo acht seizoenen in het basiselftal en kwam hij in onder meer de UEFA Champions League uit. In 2001 vertrok hij naar Internazionale, waar hij tot 2005 eerste doelman was. Daarna verloor hij zijn plek in het basiselftal aan de Braziliaan Júlio César. Hoewel hij in 2006 nog even zijn plek als eerste doelman heroverde, werd hij daarna weer tweede keuze. In november 2006 maakte hij het enige doelpunt uit zijn carrière toen hij bij een corner mee naar voren ging in de wedstrijd tegen Juventus FC, die daardoor op 1-1 eindigde.

## Nationaal elftal
Toldo speelde tussen 1995 en 2004 in totaal 28 keer voor het nationale elftal van Italië. Tijdens Euro 2000 verdedigde hij het Italiaanse doel en stopte hij in de reguliere speeltijd van de wedstrijd tegen Nederland twee strafschoppen. In de strafschoppenreeks na een 0-0 eindstand stopte hij nog eens drie strafschoppen, waarna Italië uiteindelijk in de finale door Frankrijk verslagen werd en Frankrijk Europees kampioen werd. Hoewel hij ook als reservespeler mee ging naar twee andere EK's en twee WK's, speelde hij hierop geen wedstrijden.
| Interlands van Francesco Toldo voor Italië | Interlands van Francesco Toldo voor Italië | Interlands van Francesco Toldo voor Italië | Interlands van Francesco Toldo voor Italië | Interlands van Francesco Toldo voor Italië | Interlands van Francesco Toldo voor Italië |
| №                                          | Datum                                      | Wedstrijd                                  | Uitslag                                    | Competitie                                 | Goals                                      |
| ------------------------------------------ | ------------------------------------------ | ------------------------------------------ | ------------------------------------------ | ------------------------------------------ | ------------------------------------------ |
| 1                                          | 8 Oct 1995                                 | Kroatië – Italië                           | 1–1                                        | EK-kwalificatie                            |                                            |
| 2                                          | 24 Jan 1996                                | Italië – Wales                             | 3–0                                        | Vriendschappelijk                          |                                            |
| 3                                          | 01 Jun 1996                                | Hongarije – Italië                         | 0–2                                        | Vriendschappelijk                          |                                            |
| 4                                          | 05 Oct 1996                                | Moldavië – Italië                          | 1–3                                        | WK-kwalificatie                            |                                            |
| 5                                          | 09 Oct 1996                                | Italië – Georgië                           | 1–0                                        | WK-kwalificatie                            |                                            |
| 6                                          | 06 Nov 1996                                | Bosnië en Her. – Italië                    | 2–1                                        | Vriendschappelijk                          |                                            |
| 7                                          | 26 Apr 2000                                | Italië – Portugal                          | 2–0                                        | Vriendschappelijk                          |                                            |
| 8                                          | 03 Jun 2000                                | Noorwegen – Italië                         | 1–0                                        | Vriendschappelijk                          |                                            |
| 9                                          | 11 Jun 2000                                | Turkije – Italië                           | 1–2                                        | EK-eindronde                               |                                            |
| 10                                         | 14 Jun 2000                                | België – Italië                            | 0–2                                        | EK-eindronde                               |                                            |
| 11                                         | 19 Jun 2000                                | Italië – Zweden                            | 2–1                                        | EK-eindronde                               |                                            |
| 12                                         | 24 Jun 2000                                | Italië – Roemenië                          | 2–0                                        | EK-eindronde                               |                                            |
| 13                                         | 29 Jun 2000                                | Nederland – Italië                         | 0–0                                        | EK-eindronde                               |                                            |
| 14                                         | 02 Jul 2000                                | Frankrijk – Italië                         | 2–1                                        | EK-eindronde                               |                                            |
| 15                                         | 03 Sep 2000                                | Hongarije – Italië                         | 2–2                                        | WK-kwalificatie                            |                                            |
| 16                                         | 07 Oct 2000                                | Italië – Roemenië                          | 3–0                                        | WK-kwalificatie                            |                                            |
| 17                                         | 11 Oct 2000                                | Italië – Georgië                           | 2–0                                        | WK-kwalificatie                            |                                            |
| 18                                         | 25 Apr 2001                                | Italië – Zuid-Afrika                       | 1–0                                        | Vriendschappelijk                          |                                            |
| 19                                         | 05 Sep 2001                                | Italië – Marokko                           | 1–0                                        | Vriendschappelijk                          |                                            |
| 20                                         | 13 Feb 2002                                | Italië – Verenigde Staten                  | 1–0                                        | Vriendschappelijk                          |                                            |
| 21                                         | 17 Apr 2002                                | Italië – Uruguay                           | 1–1                                        | Vriendschappelijk                          |                                            |
| 22                                         | 18 May 2002                                | Tsjechië – Italië                          | 1–0                                        | Vriendschappelijk                          |                                            |
| 23                                         | 20 Nov 2002                                | Italië – Turkije                           | 1–1                                        | Vriendschappelijk                          |                                            |
| 24                                         | 12 Feb 2003                                | Italië – Portugal                          | 1–0                                        | Vriendschappelijk                          |                                            |
| 25                                         | 03 Jun 2003                                | Italië – Noord-Ierland                     | 2–0                                        | Vriendschappelijk                          |                                            |
| 26                                         | 12 Nov 2003                                | Polen – Italië                             | 3–1                                        | Vriendschappelijk                          |                                            |
| 27                                         | 16 Nov 2003                                | Italië – Roemenië                          | 1–0                                        | Vriendschappelijk                          |                                            |

## Erelijst
ACF Fiorentina
- Serie B: 1993/94
- Coppa Italia: 1995/96, 2000/01
- Supercoppa Italiana: 1996

 Internazionale
- Serie A: 2005/06, 2006/07, 2007/08, 2008/09, 2009/10
- Coppa Italia: 2004/05, 2005/06, 2009/10
- Supercoppa Italiana: 2005, 2006, 2008
- UEFA Champions League: 2009/10

 Italië onder 21
- Europees kampioenschap voetbal onder 21: 1994